# Frits Klein (1924-2016)

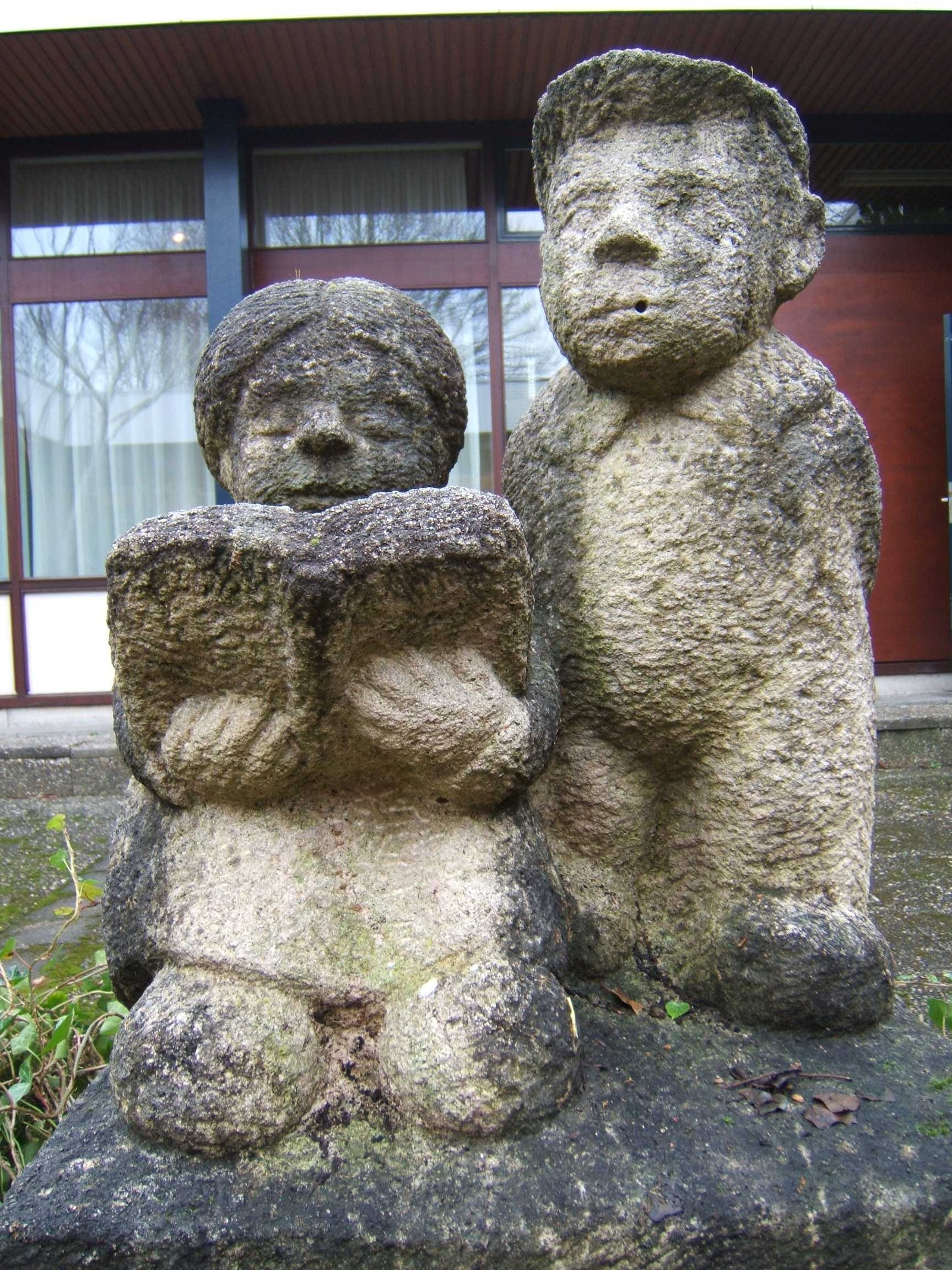
Gurbe en Loltsje in een uitvoering van Suze Boschma-Berkhout (1976).

Christiaan Frederik (Frits) Klein (Oranjewoud, 12 december 1924 – Oudemirdum, 19 april 2016) was een Nederlands kunstschilder, tekenaar, ontwerper en monumentaal kunstenaar.

## Leven en werk
Frits Klein bezocht de ambachtsschool in Heerenveen, waar tekenleraar Postma hem aanraadde om verder te gaan in het reclametekenen. Later kreeg hij in Leeuwarden les van Cor Reisma.
Klein tekende onder andere de strip De zonderlinge avonturen van den Friesen jager Bokke Heidehipper en zijn dorpsgenoten (1947) voor de Heerenveense Koerier. Hij kwam in dienst bij de Friese Koerier en tekende op verzoek van hoofdredacteur Fedde Schurer in 1952 een boertje, dat later de naam Gurbe kreeg. Gurbe en zijn vrouw Loltjse stonden ruim 60 jaar dagelijks in de krant, aanvankelijk in de Friese Koerier en vanaf 1969 in de Leeuwarder Courant. Sinds 2007 worden door de Leeuwarder Courant de Gouden Gurbes uitgereikt als prijs voor het Fries amateurtoneel. Naast zijn illustratiewerk voor kranten ontwierp Klein ook logo's, reclamestands en -uitingen voor onder andere Batavus, de Nieuwe Weme en het Onderling Boerenverzekeringsfonds.

## Enkele werken
- ontwerp vlag (1954) voor de vereniging Handel, Nijverheid en Industrie
- wandschildering van de barmhartige Samaritaan (1955) in verpleeghuis Blau Hûs, Oranjewoud
- illustraties (1947) voor De zonderlinge avonturen van den Friesen jager Bokke Heidehipper en zijn dorpsgenoten van Geert Jonkman
- illustraties (1955) voor Hylper jonges tusken Skier en Fet: in histoarysk forhael út de tiid fan de Skieringers en Fetkeapers van Gerard Waar, uitgegeven bij A.J. Osinga.
- ontwerp draadfiguur van een jongen en meisje (1959) voor openbare lagere school in Surhuisterveen. Uitgevoerd door H. Haantjes.
- ontwerp draadfiguur (1958), Rijkskweekschool in Heerenveen
- wandschilderingen (1959) voor kleuterschool De Springplanke in Heerenveen
- gevelversiering en wandschildering van de voetwassing (1960) voor hervormd centrum Het Baken in Heerenveen
- wandschildering (1960) voor Groene Kruis, Heerenveen
- betonnen fries (1960) boven entree gereformeerde kerk, Hoornsterzwaag
- ontwerp gevelversiering (1964) voor kleuterschool Blier bigjin in Heerenveen. Uitgevoerd door smid J. Pel uit Wolvega.
- glas-in-betonramen (1965) voor voorgevel van de Sionskerk in Oudeschoot
- ontwerp draadplastiek (1966) voor kleuterschool Rank in Heerenveen-Zuid
- gebrandschilderd raam (1966) voor veltsmelterij Gebr. Smilde, Heerenveen
- gevelversiering (1979) kleuterschool 't Rankje, Drogeham
- ontwerp De Krekel (1981), Wolvega. Uitgevoerd door Janco de Jong.
- ontwerp De Blêdeklauwers (1996) voor hotel Tjaarda in Oranjewoud. Uitgevoerd door Joop Frenay van glasatelier Jjip.

## Afbeeldingen

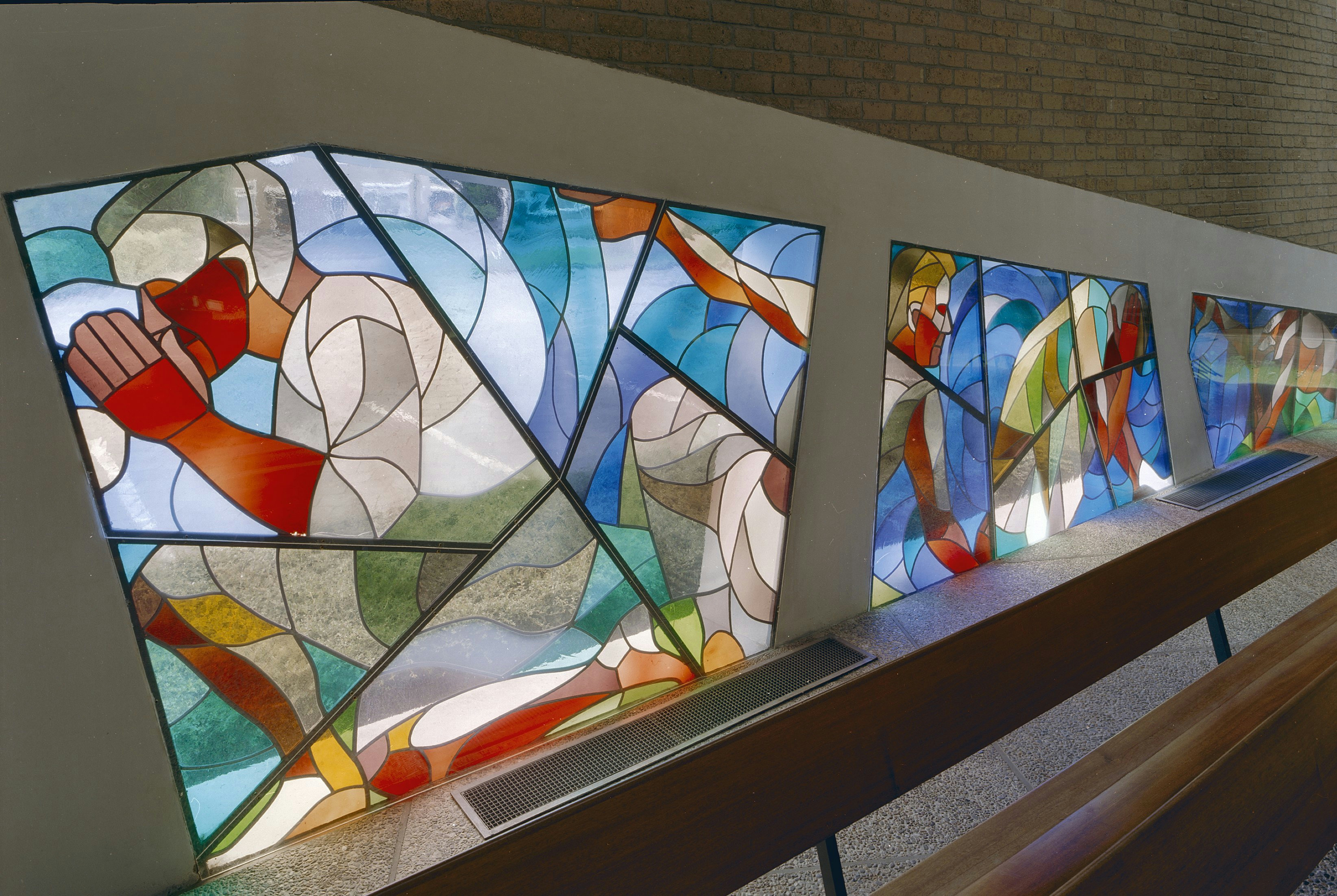
glas-in-betonramen (1965) Sionskerk, Oudeschoot
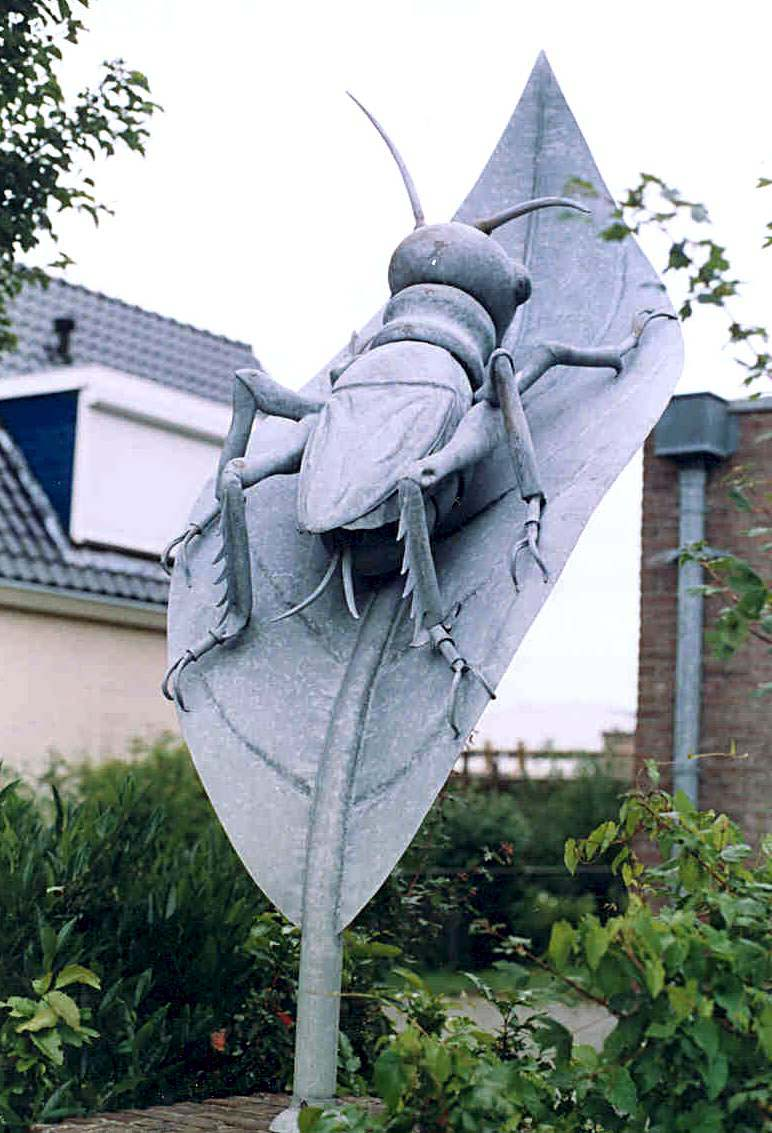
De Krekel (1981), Wolvega
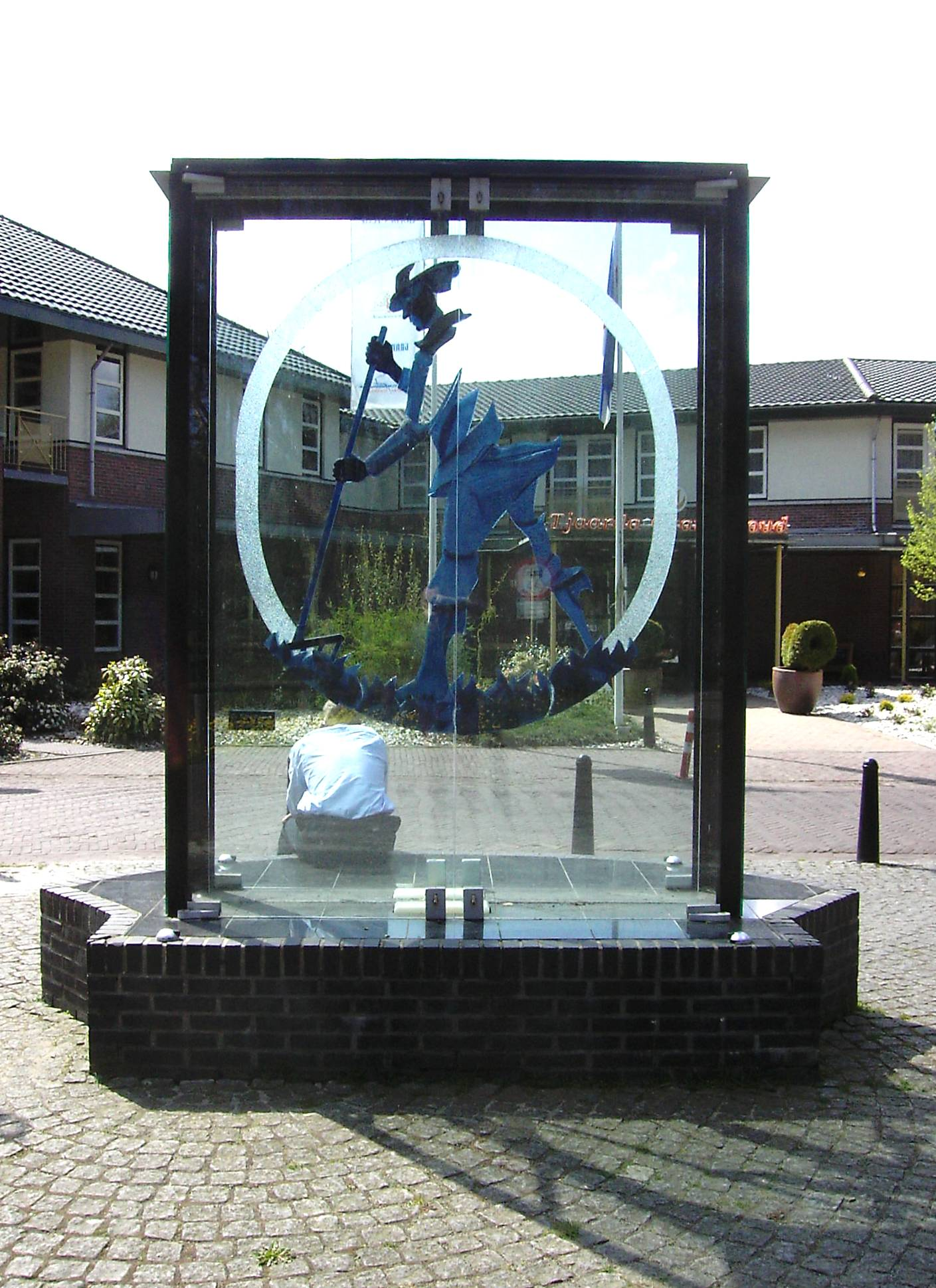
De Blêdeklauwers (1996), Oranjewoud